# Močna vešča
Močna vešča (znanstveno ime Ephestia kuehniella) je nočni metulj iz družine vešč (Pyralidae), znan kot škodljivec, čigar gosenice se prehranjujejo s spravljenimi živili v človekovih bivališčih in skladiščih.

## Opis
Odrasli metulji so veliki od 10 do 15 mm, razpon kril imajo 15–26 mm. Prednja krila so svinčeno siva s temnejšimi cik-cak progami, zadnja krila so svetlo sive do belkaste barve. Odrasli metulji ne živijo dolgo in se ne hranijo. Dorasle gosenice so dolge med 15 in 20 mm, so umazano bele, roza ali zelenkaste, imajo temno glavo. Bube so rdečkasto rjave barve.